# 소피 윙클먼
소피 라라 윙클먼(영어: Sophie Lara Winkleman, 1980년 8월 5일 ~ )은 잉글랜드의 배우이다. 켄트 공자 마이클의 아들 프레드릭 윈저 경의 부인이다. 

## 출연 작품
- 웡카 (2023) - 백작 부인 역
- 두 남자와 1/2 시즌9 (2011)
- 100 퀘스천 (2010)
- 나니아 연대기 - 사자, 마녀 그리고 옷장 (2005)
- 나의 그리스식 웨딩 2 (2004)